# Suttinan Nontee
Suttinan Nontee (thailändisch สุทธินันท์ นนที, * 1. April 1984 in Loei) ist ein ehemaliger thailändischer Fußballspieler.

## Karriere
Suttinan Nontee stand von 2009 bis 2010 bei Rajnavy Rayong unter Vertrag. Der Verein aus Rayong spielte in der höchsten thailändischen Liga, der Thai Premier League. 2011 wechselte er zum Zweitligisten Chainat FC. Mit dem Verein aus Chainat spielte er in der Thai Premier League Division 1. Ende 2011 wurde er mit Chainat Vizemeister und stieg in die erste Liga auf. Nach dem Aufstieg verließ er Chainat. Der Drittligist Phitsanulok FC nahm ihn Anfang 2012 für ein Jahr unter Vertrag. Mit Phitsanulok wurde er 2012 Vizemeister der Regional League Division 2, Northern Region. 2013 unterschrieb er einen Vertrag beim Sisaket FC in Sisaket. Während der Hinrunde wurde der Verein vom Verband für die laufende Saison gesperrt. Die Rückserie 2013 spielte er beim Drittligisten Roi Et CF in Roi Et. Ende 2013 feierte er mit Roi Et die Meisterschaft in der North-Eastern Region und den Aufstieg in die zweite Liga. Die Hinserie 2014 stand er beim Drittligisten Loei City FC unter Vertrag, die Rückserie beim ebenfalls in der dritten Liga spielenden Sukhothai FC. Mit dem Klub aus Sukhothai wurde er Meister und stieg somit in die zweite Liga auf. Nach dem Aufstieg verpflichtete ihn Anfang 2015 der Zweitligist Nakhon Pathom United FC aus Nakhon Pathom. Die letzten zwei Jahre, 2016 bis 2017, spielte er beim Zweitligisten Samut Songkhram FC in Samut Songkhram. Ende 2017 beendete er seine aktive Laufbahn als Fußballspieler.

## Erfolge
Chainat FC
- Thai Premier League Division 1: 2011 (Vizemeister)

Phitsanulok FC
- Regional League Division 2  – North:  2012 (Vizemeister)

Roi Et CF
- Regional League Division 2  – North/East: 2013

Sukhothai FC
- Regional League Division 2  – North:  2014